# Józef Rymer

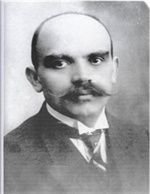
Józef Rymer

Józef Rymer (* 9. Februar 1882 in Zabelkau bei Ratibor; † 5. Dezember 1922 in Kattowitz) war ein polnischer Politiker.

## Leben
Rymer stammte aus einer einfachen oberschlesischen Familie und ist in eher ärmlichen Verhältnissen aufgewachsen. Mit 16 verließ er sein Elternhaus, um in Westfalen als Bergmann zu arbeiten. Dort engagierte er sich gleichzeitig sozial und politisch in mehreren polnisch geprägten Organisationen, wie z. B. dem Turnverein „Sokół“ (Towarzystwo Gimnastyczne "Sokół") und dem Volksbüchereiverein (Towarzystwo Czytelni Ludowych).
1902, als in Westfalen die Polnische Berufsvereinigung (Zjednoczenie Zawodowe Polskie) gegründet wurde, gründete Rymer eine Niederlassung dieser Organisation in Dellwig und wurde ihr Leiter. 1907 stieg er zum Vorstand in Bochum auf und wurde 1909 der 1. Vorsitzende der Organisation, gleichzeitig leitete er auch die Pressestelle. Er vertrat polnische Bergleute bei internationalen Arbeiterkongressen (z. B. während des Kongresses in Paris, in Herne und beim Metallarbeiterkongress in Bochum).
1913 kehrte er nach Schlesien, nach Kattowitz, zurück, wo er seine Aktivitäten fortsetzte und zum Präses der Hauptverwaltung der Polnischen Berufsvereinigung (Centralny Zarząd Zjednoczenia Zawodowego Polskiego) wurde. 1918 wurde er auch im Obersten Volksrat (Naczelna Rada Ludowa) in Posen aktiv, im gleichen Jahr wurde er Vize-Präses der Nationalen Arbeiterpartei (Narodowe Stronnictwo Robotnicze). Er wirkte bei der Gründung des Oberschlesischen Obersten Volksrat (Naczelna Rada Ludowa Górnego Śląska) mit und wurde dessen Leiter.
Als Unterhändler des Hauptvolksrates vertrat er zweimal Polen während der Pariser Oberschlesienkonferenz. 1919 wurde er Abgeordneter der polnischen Nationalversammlung, später auch Vertreter des polnischen Plebiszitkommissars. Kurz vor dem 2. Schlesischen Aufstand wurde er von deutschen Kampftrupps krankenhausreif geschlagen, später gab es auch einen Versuch, ihn in seinem Büro zu erschießen. Rymer nahm im 3. Schlesischen Aufstand als Mitglied der zivilen Verwaltung teil. 1922 wurde er erster Woiwode der autonomen Woiwodschaft Schlesien in Polen. Er starb am 5. Dezember 1922 und hinterließ Ehefrau Teresa (geb. Kozubek) und neun Kinder.
| Personendaten    | Personendaten               |
| ---------------- | --------------------------- |
| NAME             | Rymer, Józef                |
| ALTERNATIVNAMEN  | Rymar, Joseph; Rymer, Josef |
| KURZBESCHREIBUNG | polnischer Politiker        |
| GEBURTSDATUM     | 9. Februar 1882             |
| GEBURTSORT       | Zabelkau bei Ratibor        |
| STERBEDATUM      | 5. Dezember 1922            |
| STERBEORT        | Katowice                    |